# Saulgrub
Saulgrub est une commune de Bavière (Allemagne), située dans l'arrondissement de Garmisch-Partenkirchen, dans le district de Haute-Bavière.